# Roxförde
Roxförde è una frazione della città tedesca di Gardelegen, nella Sassonia-Anhalt.
Fino al 31 dicembre 2009 è stato comune autonomo.
Roxförde si trova circa 10 km a sud di Gardelegen. Il centro abitato in passato ha subito danni in seguito a diversi incendi e l'originaria struttura a rundling si è evoluta in un ameno villaggio rurale attraversato da un'antica strada commerciale anseatica.
La chiesa in mattoni, ricostruita nel 1854, ospita una delle più antiche campane della Sassonia-Anhalt datata 1505.